# Ecclisopteryx guttulata
Ecclisopteryx guttulata là một loài Trichoptera trong họ Limnephilidae. Chúng phân bố ở miền Cổ bắc.